# Ascoidea asiatica
Ascoidea asiatica är en svampart som beskrevs av L.R. Batra & Francke-Grosm. 1964. Ascoidea asiatica ingår i släktet Ascoidea och familjen Ascoideaceae.   Inga underarter finns listade i Catalogue of Life.